# Leslie Christidis
Leslie „Les“ Christidis (* 30. Mai 1959) ist ein australischer Ornithologe. Sein Forschungsschwerpunkt ist die Evolution und Systematik von Vögeln.

## Leben
Christidis graduierte 1980 zum Bachelor of Science an der University of Melbourne. 1984 wurde er mit der Dissertation Evolution and Systematics of the Estrildidae (Aves): A Chromosomal and Electrophoretic Study an der Australian National University zum Ph.D. promoviert, wo er die evolutionäre Genetik der australischen Finken studierte.
Während seiner Studien, wo er zunächst als Postdoktorand der Commonwealth Scientific and Industrial Research Organisation (CSIRO) und anschließend mit Hilfe eines Queen-Elizabeth-II-Stipendiums forschte, demonstrierte er, dass 4500 Arten von Singvögeln ihren Ursprung in Australien hatten. Zuvor wurde angenommen, dass der Ursprung der Singvögel in der nördlichen Hemisphere lag. Les Christidis war von 1987 bis 1996 Oberkurator für Ornithologie am Museum Victoria.
Von 2004 bis 2009 war er stellvertretender Direktor des Australian Museum in Sydney. Seit 2009 ist er Direktor des National Marine Science Centre der Southern Cross University.
Les Christidis war Autor oder Co-Autor von über 100 wissenschaftlichen Arbeiten und Büchern über die Taxonomie und Evolutionsgenetik von Vögeln, Fledermäusen, Beuteltieren, Bryozoen und über das immaterielle Kulturerbe. Zusammen mit Walter E. Boles veröffentlichte er 1994 das Werk The Taxonomy and Species of Birds of Australia and its Territories, mit mehreren Revisionen australasiatischer Vögel, einschließlich der Familie der Südseegrasmücken (Acanthizidae). Im Jahr 2008 brachte er ebenfalls mit Boles das Buch Systematics and Taxonomy of Australian Birds heraus, das zu den Standardwerken über die Systematik der australischen Avifauna gehört. Gemeinsam mit Richard Schodde beschrieb er 1987 die Unterart Amytornis barbatus diamantina des Brauengrasschlüpfers.  Im Jahr 2012 stellte er die Unterfamilien Amalocichlinae und Pachycephalopsinae sowie die Gattung Cryptomicroeca auf. Im Jahr 2014 veröffentlichte er zusammen mit Edward C. Dickinson den zweiten Band der The Howard and Moore Complete Checklist of the Birds of the World über die Sperlingsvögel. Im selben Jahr führte er mit gemeinsam Richard Schodde die Vogelfamilien Eulacestomatidae, Ifritidae, Melampittidae, Oreoicidae und Rhagologidae ein. 2020 kam beim Verlag Lynx Edicions das Werk The Largest Avian Radiation heraus, das Christidis zusammen mit Jon Fjeldså und Per G. P. Ericson schrieb.
Im Jahr 2005 wurde Christidis mit der W. Roy Wheeler Medaille ausgezeichnet.